# Aeropuerto de Uagadugú
El Aeropuerto de Uagadugú (IATA: OUA, OACI: DFFD) es un aeropuerto ubicado en el centro de la ciudad de Uagadugú en Burkina Faso. En 2004, el aeropuerto recibió 241.466 pasajeros (+18.5% de aumento comparado con el año 2003).

## Aerolíneas y destinos
| Ciudades por país | Nombre del aeropuerto                           | Aerolíneas                             | Aeronaves | Frecuencias semanales |
| África            | África                                          | África                                 | África    | África                |
| ----------------- | ----------------------------------------------- | -------------------------------------- | --------- | --------------------- |
| Burkina Faso      |                                                 |                                        |           |                       |
| Bobo-Dioulasso    | Aeropuerto Internacional de Bobo-Dioulasso      | Air Burkina                            | E1        |                       |
| Costa de Marfil   |                                                 |                                        |           |                       |
| Abiyán            | Aeropuerto Internacional Félix-Houphouët-Boigny | Air Burkina Air Côte d'Ivoire Tunisair | E1        |                       |
| Togo              |                                                 |                                        |           |                       |
| Lomé              | Aeropuerto Internacional Gnassingbé Eyadéma     | Air Burkina ASKY Airlines              | E1        |                       |
| Benín             |                                                 |                                        |           |                       |
| Lomé              | Aeropuerto Internacional de Cotonú-Cadjehoun    | Air Burkina ASKY Airlines              | E1        |                       |
| Níger             |                                                 |                                        |           |                       |
| Niamey            | Aeropuerto Internacional Diori Hamani           | Air Burkina ASKY Airlines              | E1        |                       |
| Mali              |                                                 |                                        |           |                       |
| Bamako            | Aeropuerto Internacional de Bamako-Sénou        | Air Burkina                            | E1        |                       |
| Ghana             |                                                 |                                        |           |                       |
| Acra              | Aeropuerto Internacional de Kotoka              | Air Burkina                            | E1        |                       |
| Senegal           |                                                 |                                        |           |                       |
| Dakar             | Aeropuerto Internacional Blaise Diagne          | Air Burkina Air Senegal                | E1        |                       |
| Etiopía           |                                                 |                                        |           |                       |
| Adís Abeba        | Aeropuerto Internacional de Bole                | Ethiopian                              |           |                       |
| Túnez             |                                                 |                                        |           |                       |
| Túnez             | Aeropuerto Internacional de Túnez-Cartago       | Tunisair                               |           |                       |
| Argelia           |                                                 |                                        |           |                       |
| Argel             | Aeropuerto Internacional Houari Boumedienne     | Air Algerie                            |           |                       |
| Marruecos         |                                                 |                                        |           |                       |
| Casablanca        | Aeropuerto Internacional Mohammed V             | Royal Air Maroc                        |           |                       |
| Guinea            |                                                 |                                        |           |                       |
| Casablanca        | Aeropuerto Internacional de Conakri             | Turkish Airlines                       |           |                       |
| Sierra Leona      |                                                 |                                        |           |                       |
| Casablanca        | Aeropuerto Internacional de Lungi               | Turkish Airlines                       |           |                       |
| Europa            |                                                 |                                        |           |                       |
| Bélgica           |                                                 |                                        |           |                       |
| Bruselas          | Aeropuerto de Bruselas-National                 | Brussels Airlines                      | A330-300  |                       |
| Turquía           |                                                 |                                        |           |                       |
| Estambul          | Aeropuerto Internacional de Estambul            | Turkish Airlines                       |           |                       |

## Estadísticas
Ver fuente y consulta Wikidata.

## Objetivo terrorista
Este aeropuerto, ha sido recientemente amenazado por el grupo terrorista Estado Islámico por operar con aerolíneas Occidentales.